# 에스비에르시

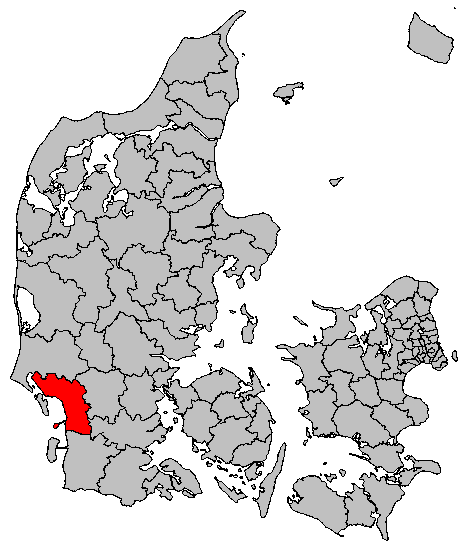
에스비에르 시의 위치

에스비에르시(덴마크어: Esbjerg Kommune)는 덴마크 남덴마크 지역에 위치한 지방 자치체로 행정 중심지는 에스비에르이며 면적은 742.5km2, 인구는 114,244명(2008년 기준)이다. 윌란반도 서부 연안에 위치한다.